# Beneficència
S'anomena beneficència al conjunt d'institucions que l'administració posa de franc a disposició dels més necessitats per a proveir-los sosteniment i desenvolupament físic i personal.
És l'acció d'ajuda directa, permanent o transitòria, especialment material, als qui no disposen de mitjans suficients per a cobrir necessitats intel·lectuals o materials bàsiques.
Beneficència és l'acció de fer bé, especialment als més necessitats.
És una característica primordial de la beneficència la de no tenir finalitat de lucre.

## Història
La beneficència pública s'ha articulat al llarg de la història a través de diverses institucions, recollides en les lleis i regulades per reglaments particulars. Les més destacades dels temps antics han estat les següents:
- Cases d'expòsit, on es recollia els infants abandonats o de pares desconeguts
- Cases de misericòrdia. Institucions on es donava acollida i refugi a les dones que concebien il·legalment i volien amagar l'embaràs o el part.
- Cases de maternitat. Suplien les mateixes necessitats que les cases de misericòrdia.
- Cases de socors. Establiments on s'acollia els orfes majors de 6 anys. S'hi establien tallers per a proporcionar-los en el futur una ocupació laboral.
- Hospitals de malalts.
- Hospitals de convalescents.
- Hospitals de bojos o manicomis.
- Socors domiciliaris. Atencions als necessitats en el seu domicili.